# Club Sport Boys Warnes
El Club Sport Boys Warnes és un club de futbol bolivià de la ciutat de Warnes.
El club va ser fundat el 17 d'agost de 1954.
L'any 2013 ascendí per primer cop a la primera divisió boliviana.
L'any 2014, el president bolivià Evo Morales signà un contracte de 200 dòlars al més amb el club.

## Palmarès
- Campionat bolivià de futbol:[8]
  - 2015 Apertura